# Kong Hans Kælder
Kong Hans kælder oder kurz Kong Hans ist ein Restaurant in der dänischen Hauptstadt Kopenhagen. Es befindet sich im Gewölbekeller der Vingårdstræde 6. Das Gebäude ist ein ehemaliger Kaufmannshof, dessen untere Etagen aus dem 15. Jahrhundert stammen und der denkmalgeschützt ist. Von 1983 bis 2014 und seit 2016 wurde und wird es mit einem Stern im Guide Michelin ausgezeichnet.

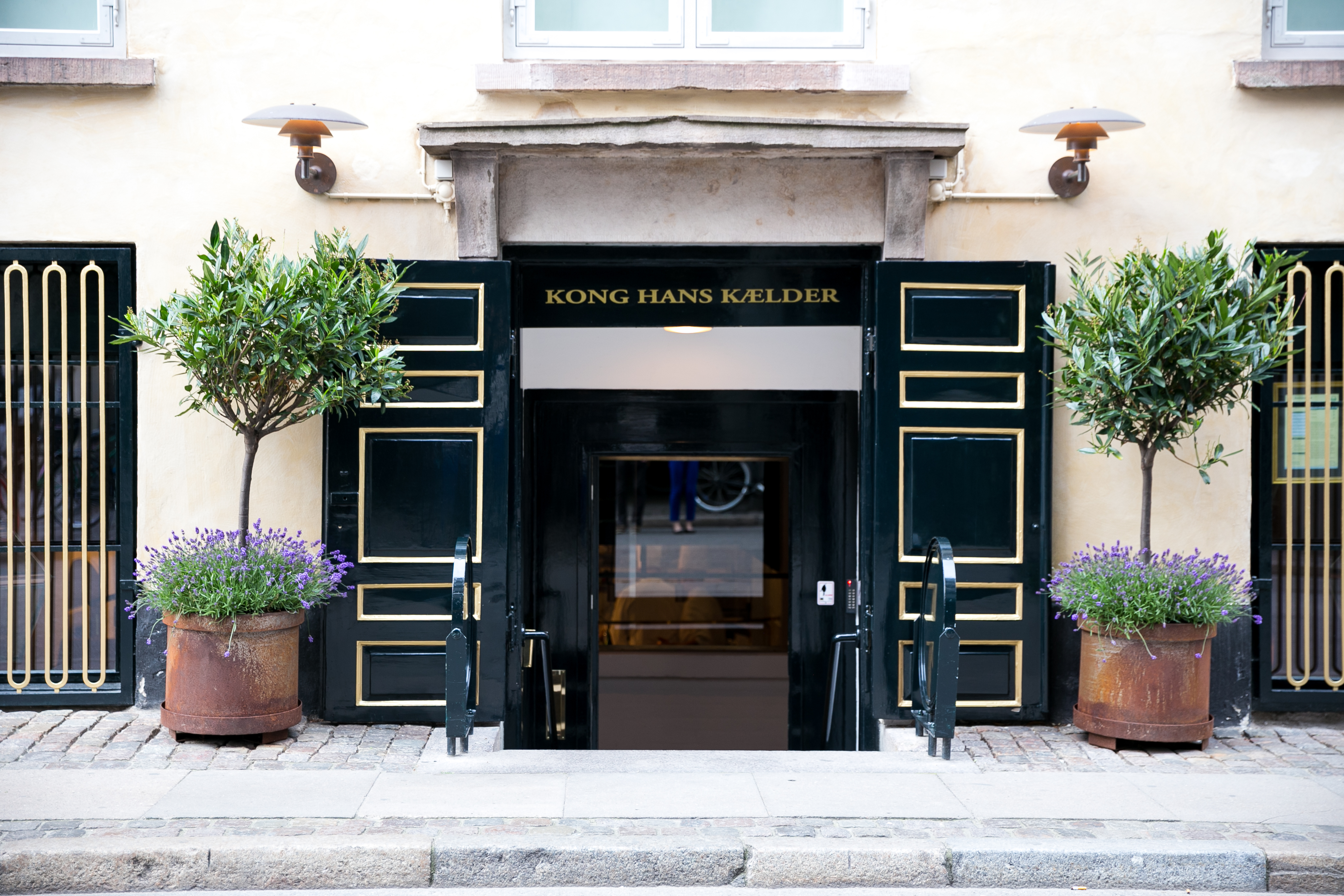
Eingang zum Restaurant 2015

## Name des Restaurants
Der Name des Restaurants ist darauf zurückzuführen, dass es 1510 eine Bestellung von Trauben des Hofes durch König Hans nach Kalundborg Slot gegeben haben soll.

## Geschichte des Restaurants
1976 wurde das Restaurant vom Ehepaar Lene und Sven Grønlykke und dem Ehepaar Inge und Klaus Rifbjerg gegründet. Die Grønlykkes hatten bereits 1969 die Haarby Mejeri gekauft und als Løgismose Mejeri auf den Markt geführt. 1970 kauften und renovierten sie den Falsled Kro, wo seit 1971 Michel Michaud und Jean-Louis Lieffroy die Küchenchefs waren. Zudem hatten sie Unternehmen Løgismose gegründet.
Seit der Gründung hatte das Restaurant vier Küchenchefs: von 1976 bis 1980 Michel Michaud (geboren 1946), von 1981 bis 1996 Daniel Letz (geboren 1956) und Thomas Rode Andersen (geboren 1968) von 1996 bis 2014.

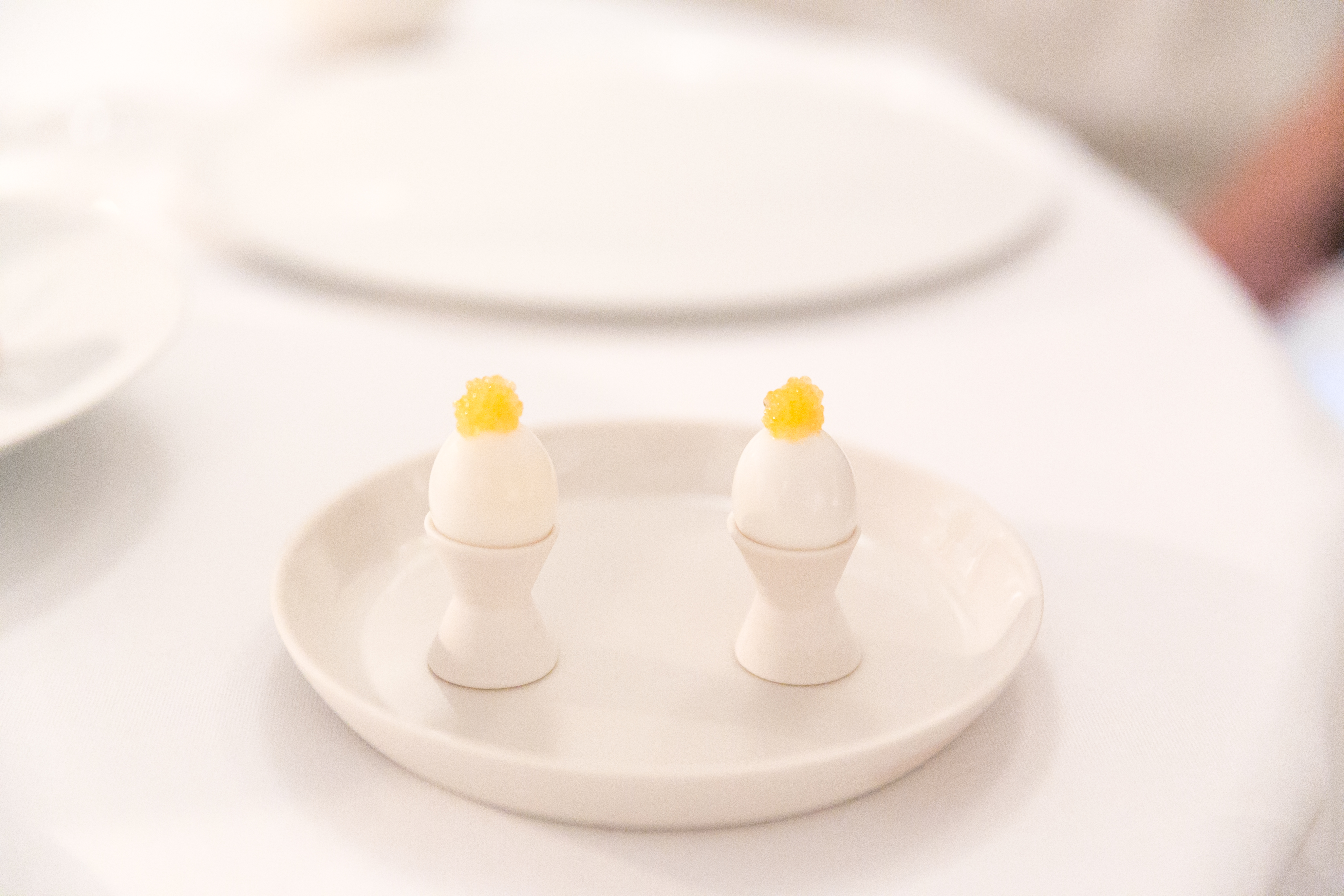
Wachtelei mit Kaviar als Amuse Bouche, 2015

Unter Daniel Letz wurde das Restaurant 1983 mit einem Michelin-Stern ausgezeichnet, den es im Frühjahr 2014 wieder verlor. Thomas Rode Andersen veränderte die Küche des Restaurants, die ansonsten auf die klassische französische Küche zurückgriff, indem er Elemente der Steinzeiternährung einführte und zum Beispiel Brot und Zucker aus dem Menü nahm.
Seit dem 1. September 2014 ist Mark Lundgaard Küchenchef. Er kehrte zur französischen Küche zurück.
2016 erhielt das Restaurant wieder einen Michelin-Stern.

## Wirtschaftliche Situation
Seit dem 21. Juni 1999 ist das Restaurant eine Aktiengesellschaft. Für das Jahr 2006 wird ein Gewinn von 770.000 DKK angegeben. Zu dem Zeitpunkt bot das Restaurant Platz für 60 Gäste.
In einem Artikel von 2011 wird angegeben, dass das Restaurant ein Eigenkapital in Höhe von 800.000 DKK besäße und Schulden in Höhe von 2,6 Millionen DKK habe. Im Jahr 2009 habe der Gewinn nach Abzug der Steuern 23.000 DKK betragen und im darauffolgenden Jahr von circa 197.000 DKK. Seit 2008 ist das Kong Hans Mitglied bei Relais & Châteaux. Im Sommer 2014 wurde das Restaurant renoviert, darunter auch die Küche, und am 15. September wiedereröffnet, nun mit 12 angestellten Köchen.
2016 kaufte Flemming Skouboe, der auch Henne Kirkeby Kro besitzt, Kong Hans Kælder vom Løgismose-Meyer-Unternehmen.

## Dokumentarfilm
2014 erschien ein dänischer Dokumentarfilm namens Restaurant Kong Hans - Drømmen om stjernerne, der den damals 30-jährigen Mark Lundgaard bei seiner Jagd nach dem verlorenen Michelin-Stern zeigt.